# Trenton, South Carolina
Trenton är en ort i Edgefield County i delstaten South Carolina, USA.